# Маргарита Горанова
Маргарита Горанова (болг. Маргарита Горанова; нар.. 28 серпня 1947 року, м. Плевен, Болгарія) — болгарська поп-співачка.

## Біографія
Маргарита Горанова народилася 28 серпня 1947 року в містечку Плевен. Вона співає з раннього віку. До 10 класу Горанова співала у хорі «Бодра Зміна», а потім в Академії.
Закінчила естрадний відділ у Болгарській державній консерваторії за класом Ірини Чміхової у 1973 році.
Перший запис вона зробила в 1972 році — «Раздяла» (укр. — «Розлучення») Бориса Карадімчева, будучи ще студенткою. Ця пісня стала «Найкращою мелодією лютого» у 1973 році. Перші її концертні виступи відбулися на розважальних програмах «Культурного відпочинку» і Балкантурист. 1976 по 1979 роки Маргарита працювала солісткою Софійського оркестру.
У 1983 році Балкантон випустив свою першу багатогранну платівку «Песен за двама ни» (укр. — «Пісня для двох»). Три пісні Маргарити, які вона презентувала на фестивалях та конкурсах були нагороджені: «Колко е хубаво» (укр. — «Як добре») В. Тодорова — другою премією на фестивалі «Золотий Орфей» 1979 року. «Песен за двама ни» (укр. — «Пісня для нас») Димитара Валчева виборола третю премію на тому ж фестивалі у 1980 році; Пісня «Кой ни връща» (укр. — «Хто нас повертає») П. Петрова — приз глядацьких симпатій на конкурсі «Песни за морето, Бургас и неговите трудови хора» (укр. — «Пісні для моря, Бургас та його трудящих»).
Вона гастролювала в Німеччині, Польщі, Сербії, Чехії, Радянському Союзі, на Кубі та Монголії. Маргарита Горанова знялася у фільмі «Селянин з колесом».
З 2010 року Маргарита Горанова працює в Національному громадському центрі «П. К. Яворова — 1920» в районі «Слатина» м. Софії. Вона заснувала його та працювала педагогом вокалу студії естрадної музики, яка згодом, розширюючи жанрове розмаїття, переросла у музичну студію «Таланти» (клас співів), де навчала талановитих дітей та молоді.
Співачка співпрацює з такими композиторами, як Георгій Костов, Тончо Русєв, Зорниця Попова, Моріс Аладжем, Вілі Казасян, Александр Йосифов, Марія Ганева, Іван Пеєв, Любомир Дам'янов та іншими.
У 2017 році Маргарита Горанова відсвяткувала своє 70-річчя концертом, який відбувся 24 листопада 2017 року в концертному комплексі «Музична студія Болгарії» в Софії.

## Дискографія
- 1974 — Маргарита Горанова (СП, Балкантон — VTK 3080)[1]
- 1980 — Маргарита Горанова (СП, Балкантон — VTK 3550)[2]
- 1983 — Маргарита Горанова (СП, Балкантон — ВТК 3675)[3]
- 1983 — Пісня для нас двох (Балкантон — VTA 11214)[4]
- 1987 — нічого не кажи (Балкантон — VTA 11942)[5]
- 1989 рік — вирок (Балкантон — VTA 12381)[6]